# James Callaghan

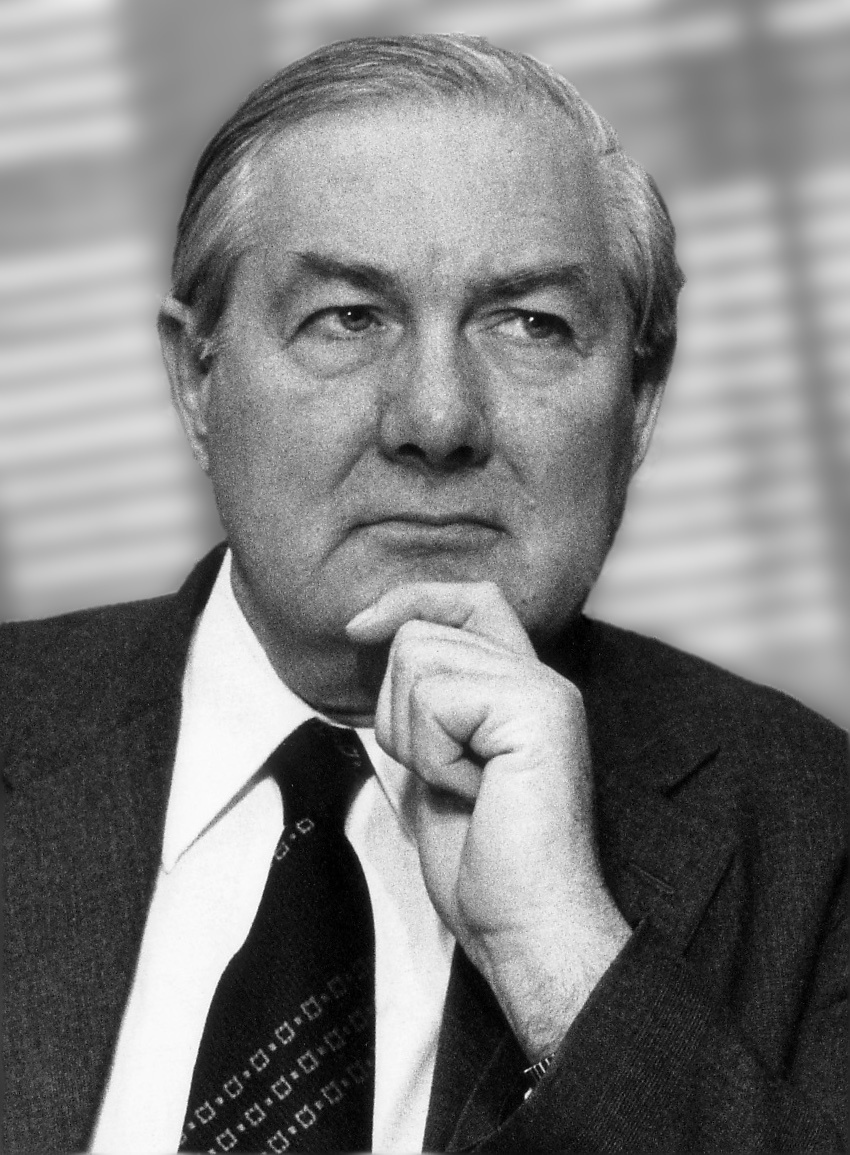
James Callaghan, 1975

Leonard James „Jim“ Callaghan, Baron Callaghan of Cardiff, KG, PC (* 27. März 1912 in Portsmouth, Hampshire, England; † 26. März 2005 in Ringmer, East Sussex, England) war ein britischer Politiker der Labour Party und von 1976 bis 1979 Premierminister des Vereinigten Königreichs.

## Leben
Als Callaghan neun Jahre alt war, starb sein Vater, ein Offizier der Royal Navy. Im Alter von 14 Jahren verließ er die Schule, um als Steuerbeamter zu arbeiten. Callaghan übernahm eine Führungsrolle bei der Gründung der Steuerbeamten-Gewerkschaft und deren Aufnahme in den britischen Gewerkschaftsbund. Diese Arbeit brachte ihn in Kontakt mit dem Generalsekretär der Labour Party, der ihn ermunterte, eine politische Karriere anzustreben.
Doch zuerst diente Callaghan während des Zweiten Weltkriegs bis 1943 in der Royal Navy. 1945 wurde er als Abgeordneter des Wahlkreises Cardiff South East ins britische Unterhaus gewählt. 1947 wurde er zum Parlamentssekretär des Verkehrsministers ernannt. Callaghan war unter anderem für die Einführung der Zebrastreifen zuständig. 1950 wurde er Delegierter im Europarat.
Von 1951 bis 1964, als die Labour Party in der Opposition war, zählte Callaghan zum Schattenkabinett. Nach dem Labour-Sieg bei der Unterhauswahl 1964 wurde Callaghan vom neuen Premierminister Harold Wilson zum Finanz- und Wirtschaftsminister (Schatzkanzler) ernannt. Während seiner Amtszeit musste das Britische Pfund abgewertet werden (damals gab es ein System weitgehend starrer Wechselkurse, das Bretton-Woods-System). Callaghan bot daraufhin seinen Rücktritt an, doch er wurde von Harold Wilson zum Bleiben überredet. Im November 1967 wurde er Innenminister.

James Callaghan und Jimmy Carter, 10. März 1977

Als die Labour Party unter Harold Wilson bei der Parlamentswahl 1970 überraschend verlor, bot man Callaghan den Parteivorsitz an, doch dieser lehnte ab. Am 28. Februar 1974 gewann Labour wieder die Wahlen und Harold Wilson wurde ein zweites Mal Premierminister. Callaghan wurde zum Außenminister ernannt und war hauptsächlich damit beschäftigt, die Bedingungen für die Mitgliedschaft Großbritanniens in der Europäischen Gemeinschaft (der späteren Europäischen Union) nachzuverhandeln. Diese Bedingungen und damit der Verbleib Großbritanniens in der EG wurden dann am 5. Juni 1975 in der ersten landesweiten Volksabstimmung in der Geschichte des Landes angenommen.
Die Labour Party hatte im Februar 1974 keine absolute Mehrheit der Unterhaus-Sitze erlangt („Hung parliament“); im September 1974 bewirkte Wilson vorgezogene Neuwahlen für den Oktober. Labour erzielte eine knappe absolute Mehrheit von 319 der 635 Sitze.
Im Jahr 1975 reiste Callaghan als Emissär des Vereinigten Königreichs nach Uganda, um sich bei Diktator Idi Amin persönlich für das Leben des zum Tode verurteilten britischen Staatsbürgers Denis Hills einzusetzen, und erwirkte – zur Überraschung der Weltöffentlichkeit – die Begnadigung des krebskranken Lehrers. Am 10. Juli 1975 konnte Hills in Begleitung von Callaghan nach London ausreisen.
Am 16. März 1976 trat Harold Wilson – für die Öffentlichkeit überraschend – zurück. Er litt an beginnender Altersdemenz. Callaghan war bei den Labour-Abgeordneten äußerst beliebt und wurde zum neuen Parteiführer und in der Folge von Elisabeth II. zum Premierminister ernannt. Er war der erste Premierminister, der vor seiner Wahl alle drei Schlüsselministerien geleitet hatte.
Callahan sprach sich sofort heftig gegen den Nachkriegs-Keynesianismus aus:

„We used to think that you could spend your way out of a recession and increase employment by cutting taxes and boosting government spending. I tell you in all candour that that option no longer exists and in so far as it ever did exist, it only worked on each occasion since the war by injecting a bigger dose of inflation into the economy, followed by a higher level of unemployment as the next step.“

„Wir dachten immer, man könnte sich durch Geldausgeben den Weg aus der Rezession bahnen und die Beschäftigung steigern, indem man die Steuern kürzt und die Staatsausgaben erhöht. Ich sage Euch ganz offen: diese Möglichkeit gibt es nicht mehr und sofern es sie je gab, hat sie seit dem Krieg bei jeder Gelegenheit nur so gewirkt, dass sie einen stärkeren Inflationsschub auf die Wirtschaft auslöste, auf den als nächste Stufe eine höhere Arbeitslosigkeit folgte.“

In einer Rede zur Bildungspolitik am Ruskin College in Oxford am 18. Oktober 1976 verabschiedete er sich von einer weiteren Tradition der Linken in der Labour Party: Er leitete eine Great Debate ein über ein core curriculum of basic knowledge (Kerncurriculum von Basiswissen), monitoring the use of resources (Bildungsmonitoring), national standard of performance und bessere Beziehungen zwischen dem Bildungssystem und der Industrie. Diese Punkte wurden von der folgenden konservativen Regierung im Education Reform Act 1988 umgesetzt.
Als Callaghan Premierminister wurde, hatte die Labour Party noch eine hauchdünne absolute Mehrheit im Unterhaus. Diese ging jedoch in der Folgezeit aufgrund von verlorenen Nachwahlen und Parteiaustritten verloren. Callaghan war deshalb gezwungen, mit kleineren Parteien, insbesondere der Liberal Party Vereinbarungen zu treffen, um sich deren parlamentarische Unterstützung zu sichern (Lib-Lab pact). Im Herbst 1978 waren die Umfragewerte für Labour besonders gut und Callaghan hätte Neuwahlen ausschreiben können. Dass er dies unterließ, wurde später von Beobachtern als der größte Fehler seiner politischen Laufbahn gesehen.
Um die Wirtschaft anzukurbeln, wollte Callaghan den Anstieg der Löhne drosseln. Vier Jahre lang konnte er seine Vorstellungen durchsetzen, doch ein fünftes Mal wollten die Gewerkschaften diese Maßnahme nicht akzeptieren. Nach einer langen Reihe von Streiks im Winter 1978/79 (bekannt als Winter of Discontent) wurde die Regelung rückgängig gemacht. Die Folgen des Dauerstreiks machten Callaghan und seine Regierung zunehmend unpopulär. Um den regionalistischen Bestrebungen in Schottland und Wales den Wind aus den Segeln zu nehmen, ließ die Labour-Regierung Referenden in Schottland und Wales anberaumen, ob eigene gewählte regionale Versammlungen in diesen Landesteilen eingerichtet werden sollten. Bei der Umsetzung dieses Vorhabens hatte sie auch Widerstände in der eigenen Partei zu überwinden. Beide Referenden fanden am 1. März 1979 statt. In Schottland stimmte eine knappe Mehrheit von 51,6 Prozent für die Dezentralisierung, während in Wales die große Mehrheit der Abstimmenden den Regierungsplan ablehnte. Wegen zu geringer Wahlbeteiligung in Schottland war jedoch auch dieses Referendum nicht gültig. Daraufhin verlor die Regierung die Unterstützung der Abgeordneten der Scottish National Party im Unterhaus. Am 28. März 1979 verlor Callaghan ein Misstrauensvotum mit nur einer Stimme Mehrheit (310 zu 311). Aus den anschließenden Neuwahlen am 3. Mai 1979 ging die Konservative Partei als Sieger hervor. Die Tories-Parteichefin Margaret Thatcher wurde Premierministerin. 1980 trat Callaghan als Labour-Parteichef zurück.
1983 wurde Callaghan Alterspräsident des Unterhauses. 1987, nach über 42 Jahren Parlamentstätigkeit, trat Callaghan als Abgeordneter zurück. Kurz darauf wurde er zu einem Life Peer als Baron Callaghan of Cardiff, of the City of Cardiff in the Royal County of South Glamorganshire, ernannt und zog in das House of Lords ein.
Bis heute ist er der einzige britische Politiker, der sowohl Premierminister als auch Finanz-, Innen- und Außenminister war. Er starb einen Tag vor seinem 93. Geburtstag auf seinem Bauernhof in der Grafschaft East Sussex. Callaghans Leichnam wurde kremiert, seine Asche an der Peter-Pan-Statue vor dem Great Ormond Street Hospital in London in einem Blumenbeet verstreut. Lady Callaghan war lange Jahre Aufsichtsratsvorsitzende des Hospitals gewesen.

## Schriften
- A house divided: The dilemma of Northern Ireland. Collins, London 1973, ISBN 0-00-211073-3.
- Challenges and opportunities for British foreign policy. Fabian Society, London 1975, ISBN 0-7163-0439-2.
- Democracy and leadership: Our interdependent world. Bharatiya Vidya Bhavan, Bombay 1982.
- Time and chance. Collins, London 1987, ISBN 0-00-216515-5.